# Комиинтеравиа
ОАО Комиинтеравиа — ныне недействующая авиакомпания, базировавшаяся в Сыктывкаре. Она выполняла регулярные внутренние пассажирские перевозки, а также грузовые чартерные рейсы по внутренним и международным направлениям.
UTair Aviation реорганизовала Комиинтеравиа в новую авиакомпанию UTair Express, которая в декабре 2006 года получила сертификат на выполнение коммерческих авиаперевозок на самолете Ан-24.

## История

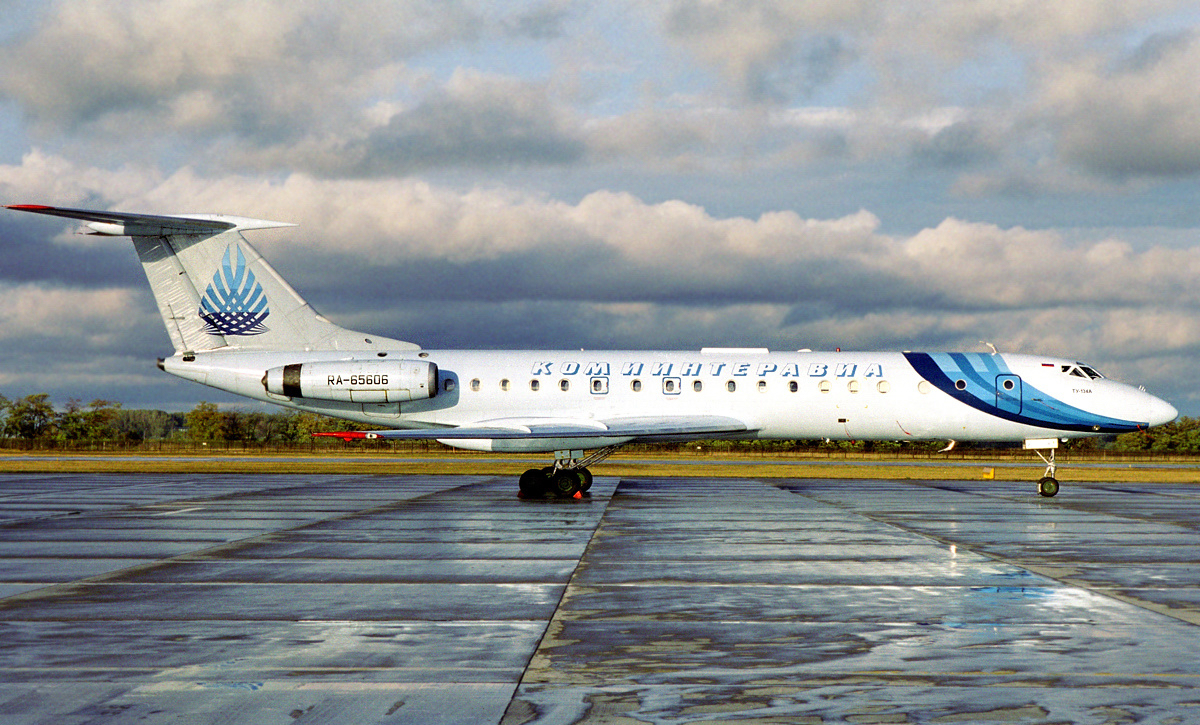
Ту-134

Авиакомпания была основана в марте 1996 года и начала свою деятельность в июле 1997 года. В 2004 г. «ЮТэйр» получила контроль над более чем 70 % авиакомпании «Комиинтеравиа» (в 2003 г. перевезла 200 тыс. пассажиров). «ЮТэйр» планировал создать новый региональный дивизион на базе своей дочерней компании «Комиинтеравиа», который будет работать под позывным ЮТэйр-Экспресс на самолетах Ан-24 и ATR 42-300. В ближайшие несколько лет он планирует заменить парк Ан-24 Комиинтеравиа дополнительными самолетами ATR 42-300.

## Направления
Комиинтеравиа обслуживала следующие направления(по состоянию на январь 2005 г.):
- Внутренние регулярные направления: Сыктывкар, Ухта, Усинск и Воркута.

## Флот
По состоянию на март 2007 г. флот Комиинтеравиа включал следующие воздушные суда:
- 5 Ан-24РВ

### Ранее эксплуатировались
По состоянию на январь 2005 г. во флоте авиакомпании числились следующие воздушные суда:
- 4 Ту-134А
- 1 Ту-134Б
- 1 Як-40